# Laylá Abū Zayd
Laylá Abū Zayd (en àrab:  زيد) (El Ksiba, Província de Beni Melal, Marroc, 1950) és una autora marroquina en llengua àrab. Va ser una de les poques dones del país que va poder rebre una bona educació gràcies als esforços de nacionalistes marroquins que van demanar educació i oportunitats de treball per a les dones després de la independència de França. Va estudiar a la Universitat Mohammed V a Rabat i a la Universitat de Texas. Començà la seva carrera en ràdio i televisió com a periodista i treballà com a assistent de premsa per a l'oficina del primer ministre del Marroc. Va abandonar el periodisme el 1992 per dedicar-se a l'escriptura. Les seves obres de ficció han estat traduïdes a l'espanyol, francès, anglès, i alemany.
Llicenciada en Literatura Anglesa i Periodisme, ha conreat la novel·la, la literatura de viatges, el gènere biogràfic i autobiogràfic, així com el relat breu. També és autora de diverses traduccions de l'anglès a l'àrab. El año de elefante, la primera de les seves novel·les, tracta qüestions com ara el conflicte entre la cultura marroquina tradicional i la moderna, les relacions interfamiliars, la pobresa i el lloc de la dona al Marroc en la segona meitat del segle xx.
En la seva narrativa, les figures femenines de la seva família, com la mare i l'àvia, representen i recolzen les perspectives culturals indígenes mentre que la figura del pare representa els valors patriarcals occidentals i locals.

## Relació amb la llengua francesa
Al Marroc, gairebé tots els programes de ràdio es feien en francès perquè la ràdio pertanyia al món dels negocis i el francès era la llengua dels negocis. El seu programa era únic perquè s'emetia en àrab (en oposició al francès). Una part del seu programa consistia en la lectura dramatitzada de guions de pel·lícules, que ella mateixa traduïa a l'àrab. Una d'aquestes va ser l'autobiografia de Malcom X, que va traduir a l'àrab per a poder retransmetre-la.
Tot i que parla àrab, anglès i francès, Abū Zayd continua utilitzant principalment l'àrab. Encara avui es nega a usar el francès perquè el considera l'idioma dels invasors, i per tant l'àrab és per a ella el veritable idioma del Marroc i no vol defensar una cultura de la qual no forma part. A The Last Chapter Abū Zayd explica la seva opinió sobre l'ús del francès en els seus anys escolars:
Jo anava a una escola privada a Rabat on l'àrab i el francès eren les llengües d'instrucció. Odiava llegir en francès i vaig desenvolupar una aversió a utilitzar-lo fora de l'aula. Aquesta posició primerenca contra la llengua del colonialista va resultar afortunada, ja que em va impedir convertir-me en una de les escriptores magribines [nord-africanes] post-colonials que produïen literatura nacional en una llengua estrangera. La meva intensa aversió cap al francès pot explicar per què vaig recórrer a l'anglès com a mitjà de comunicació amb Occident. (Abouzeid, The Last Chapter, 153).
Abū Zayd també té raons personals per odiar els francesos. Els francesos havien arrestat i torturat el seu pare per ser un defensor del nacionalisme marroquí i li havien imposat la llengua.
En el prefaci de la traducció a l'anglès del seu llibre Return to Childhood: The Memoir of a Modern Moroccan Woman Abū Zayd diu: “Aquesta obra és dirigida a un públic no marroquí, per això, vaig sentir que em donaria l'oportunitat de corregir alguns estereotips sobre les dones musulmanes dels estatunidencs” D'aquesta manera, Abū Zayd emmarca aquestes memòries no tant com una revelació del seu ésser interior, sinó com una revisió d'una “Altra” presumpta percepció de si mateixa. En fer-ho, posiciona el seu treball com una mena de “resposta”  a discursos hegemònics que tergiversen la realitat de la vida de les dones musulmanes. Les seves obres semblen una resposta no només a conceptes erronis actuals sobre les dones àrabs als Estats Units, sinó també al llegat del domini colonial francès al Marroc, així com a alguns aspectes de la seva pròpia família i el seu país. Significativament, les seves múltiples crítiques les fa des d'un marc musulmà i especialment centrat en la dona.

## Publicacions
- El año del elefante y otros relatos, Traducció de Pablo García Suárez. Granada: Alcalá Grupo Editorial, 2008 ISBN 978-8496806-57-3. Títol original: Am al-fil (عام الفيل).
- الغريب : al-Gharīb
- Ruju ila al-tufula (1993), publicat en anglès com Return to Childhood: The Memoir of a Modern Moroccan Woman, 1998
- The Director and other stories from Morocco. Austin, TX: Center for Middle Eastern Studies at the University of Texas, 2005. ISBN 9780292712652